# Pârâul Mare, Ghimbășel
Pârâul Mare este unul din cele două brațe care formează Râul Ghimbășel, afluent al râului Bârsa, care este un afluent al Oltului.
Este uneori considerat cursul principal al râului și denumit Râul Ghimbav. Cursul superior, în amonte de confluența cu Valea Glăjăriei este cunoscut și sub numele de Râul Frăsinet.

## Hărți
- Harta Județului Brașov
- Harta Munților Bucegi  Arhivat în 28 mai 2008, la Wayback Machine.
- Harta Munților Postăvaru  Arhivat în 3 august 2008, la Wayback Machine.